# Шпильбанд, Игорь Юрьевич
Игорь Юрьевич Шпильбанд (англ. Igor Shpilband; род. 14 июля 1964, Москва, РСФСР, СССР) — бывший советский фигурист, выступавший в танцах на льду, впоследствии американский тренер по фигурному катанию.
Чемпион мира среди юниоров 1983 года в паре с Татьяной Гладковой. Мастер спорта СССР международного класса. В 2011 году включён в Зал славы Ассоциации профессиональных фигуристов.

## Биография

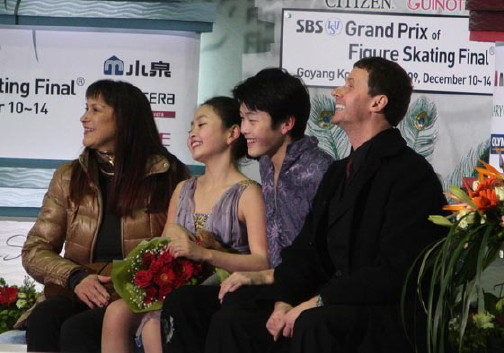
Игорь Шпильбанд (крайний справа) с учениками Майей и Алексом Шибутани и с Мариной Зуевой в 2008 году.

Фигурным катанием начал заниматься в школе ЦСКА, тренеры — Людмила Пахомова и Геннадий Аккерман. Одним из первых Всесоюзных соревнований была Зимняя Спартакиада народов СССР 1978 в Свердловске, в паре с Татьяной Гладковой был 14-м среди юниоров. На чемпионате мира по фигурному катанию среди юниоров 1982 года пара заняла 2-е место, выиграла чемпионат мира 1983 года. Эта пара была одними из последних учеников Людмилы Пахомовой. После её смерти, в 1986 году, Игорь Шпильбанд оставил любительский спорт.
После окончания спортивной карьеры он стал работать во вновь созданном Ледовом Театре Татьяны Тарасовой «Все звёзды». 

## Побег
В 1990 году, он, его жена — Вероника Першина (также фигуристка, выступавшая в парном катании с Маратом Акбаровым), а также Гоша Сур и Елена Крыканова накануне возвращения домой с гастролей ушли из гостиницы в Нью-Йорке и не вернулись обратно.

## Работа в США
Начал работать тренером в Детройте. Первой серьёзной его парой стали многократные чемпионы США Элизабет Пунсалан и Джерод Суоллоу, второй — Танит Белбин и Бенджамин Агосто, с которыми Шпильбанд уже работал вместе с Мариной Зуевой. В 2002 году Белбин и Агосто впервые стали чемпионами мира среди юниоров, а четыре года спустя завоевали серебро на Олимпийских играх в Турине. В 2008 году Белбин и Агосто приняли решение прекратить почти десятилетнее сотрудничество с Игорем Шпильбандом и Мариной Зуевой и перешли тренироваться в группу Натальи Линичук и Геннадия Карпоносова..
Игорь Шпильбанд и Марина Зуева тренировали большинство лидеров североамериканского фигурного катания: Олимпийские чемпионы 2010 года, чемпионы мира, чемпионы Канады и Тесса Вертью и Скотт Моир, чемпионы мира и вице-чемпионы Олимпийских Игр 2010 года, чемпионы США Мэрил Дэвис и Чарли Уайт, золотые и серебряные призёры чемпионата мира среди юниоров 2009 года Мэдисон Чок с Грегом Цуэрлином и Майя с Алексом Шибутани, а также множество фигуристов из других стран.
Летом 2012 года из-за конфликтной ситуации с Зуевой, учениками его группы и со школой, в которой работал Шпильбанд, он уволился. Тесса Вертью и Скотт Моир, Мэрил Дэвис и Чарли Уайт, Майя и Алекс Шибутани остались в группе М. Зуевой. В настоящее время Игорь Шпильбанд тренирует Мэдисон Чок и Эвана Бейтса и другие пары. Также консультирует российские дуэты.

## Личная жизнь
Был женат на Веронике Першиной. Их дочь — Катя (Екатерина) Шпильбанд (род. 1996), также фигуристка, выступала на юниорском уровне (в 2009 году она заняла 1-е место на чемпионате США среди юниоров). Кроме дочери в прошлом браке родился и сын Максим.

## Спортивные достижения
(с Т. Гладковой)
| Соревнования                    | 1977—1978 | 1978—1979 | 1979—1980 | 1980—1981 | 1981—1982 | 1982—1983 | 1983—1984 |
| ------------------------------- | --------- | --------- | --------- | --------- | --------- | --------- | --------- |
| Чемпионаты мира среди юниоров   |           |           |           | 5         | 2         | 1         |           |
| Золотой конёк Загреба           |           |           |           |           |           |           | 2         |
| Зимние Спартакиады народов СССР | 14        |           |           |           |           |           |           |